# Christoph Adam Negelein

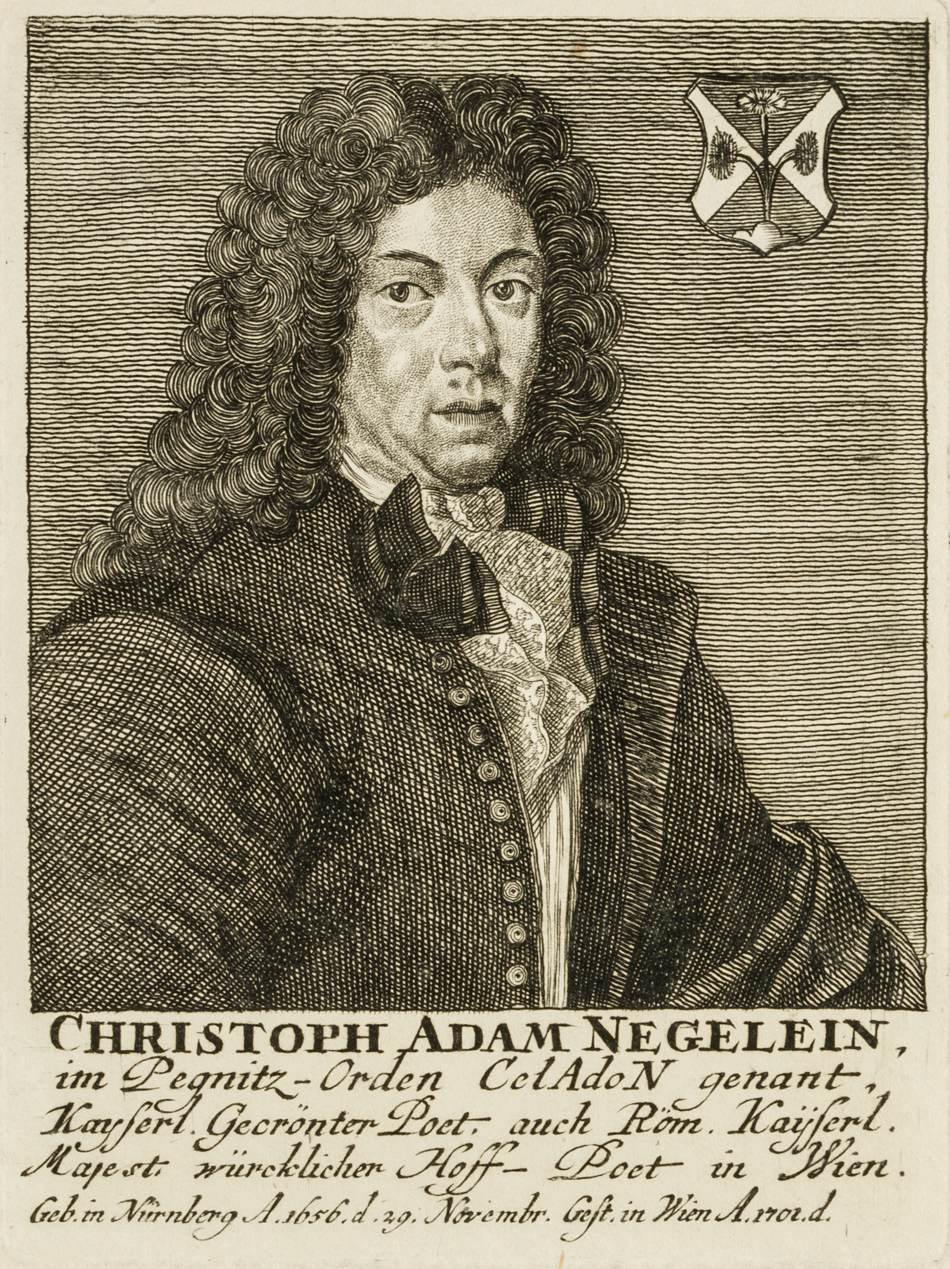
Porträt des Dichters Christoph Adam Negelein

Christoph Adam Negelein (Pseudonym Celadon, * 29. November 1656 in Nürnberg; † 22. April 1701 in Wien) war ein deutscher Kaufmann, Komponist, Schriftsteller und Textdichter.

## Leben
Negelein war der Sohn des Nürnberger Kaufmanns Adam Negelein und hatte nach dem Besuch des Aegidiengymnasiums eine kaufmännische Lehre absolviert und danach eine längere Reise nach Frankreich, Holland, England und Italien gemacht. Zurückgekommen nach Nürnberg pflegte er weiter Kontakte zu niederländischen Kaufleuten, die ihm zur Hochzeit ein Gedicht widmeten.
Im Jahre 1679 wurde er Mitglied des Pegnesischen Blumenordens unter seinem Schäfernamen „CelAdoN“, in dem sich seine Initialen verbargen und den er aus dem Roman L’Astrée des Honoré d’Urfé übernahm. Seine Ordensblume war seinem Namen entsprechend das rothe Negelein.
Ebenfalls 1679 heiratete er Christina Magdalena Matt (* 1656), die Tochter des Nürnberger Kaufmanns Johann Andreas Matt. Seine Frau wurde im Orden Chlorinda genannt, verstarb allerdings schon 1681.
Martin Limburger schrieb für beide das Hochzeitsgedicht:
Die belobte Nelken-Matten

gatten sich im Rosen-Schatten

Als der Wehrtste BlumenSchäfer Celadon

mit Chlorinda Seiner theuren TugendKron

trate in den Ehbands-Orden

ist Ihm diß gesungen worden von Myrtillus

in der PegnitzHirten-Schaar

in dem Christ-gezehlten Jahr M DC LXXIX
Seine Leidenschaft für das Theater fand allerdings in Nürnberg wenig Anerkennung. Im Jahre 1687 wurde sein Singspiel Der Grosglaubige Abraham, und der Wundergehorsame Isaac, welches erhalten blieb, aufgeführt. Im Jahre 1697 veröffentlichte er die Oper Arminius. 1698 verlieh ihm Johann Paul Wurfbain einen Dichterlorbeer.
Im Jahre 1682 heiratete er Anna Helena Engelschall, die ebenfalls aus einer Nürnberger Patrizierfamilie stammte. Mit beiden Ehefrauen hatte er Töchter als Nachkommen.
Um 1700 ging Negelein wegen unglücklicher Handlung (sein Handelsgeschäft war bankrottgegangen) nach Wien, wo er zum katholischen Glauben konvertierte. Er wurde dort zum kaiserlichen Hofpoeten berufen. Seine Aufgabe war es nunmehr Stücke für das dortige Hoftheater zu verfassen und Texte für Oratorien bzw. Singspiele seines Kollegen Donatus Cupeda (1661–1704) aus dem Italienischen ins Deutsche zu übersetzen.
Sein Stammbuch wird in der Anna-Amalia-Bibliothek aufbewahrt.

## Werke (Auswahl)
- Der Grosglaubige Abraham, und der Wundergehorsame Isaac. Singspiel, 1687.
- Die alte Zions-Harpfe, Des Höchst-seeligen Königs, Propheten und Poeten Davids Ehre – nach denen hundert und funfzig Psalmen, in eben so vielen Liedern, Nechst einer Vorrede Hn. M. Johann Conrad Feuerleins, Diaconi der Pfarr-Kirche zu S. Sebald in Nürnberg, Zur Ehre des Himmels, und allen Gott-ehrenden zur Geistes-Belustigung, verneuet angestimmet, von Dem Pegnesischen Blum-Genossen Celadon, Gekrönten Kayserlichen Poeten. Anjetzo zum Zweytenmal gedruckt, und, den Music-Liebenden zu Lieb, mit gantz-neuen Sing-Weisen vermehret, Von Johann Löhnern, Der Kirche zu S. Lorenzen in Nürnberg Organisten. Nürnberg, 1694.
- Arminus Oper, 1697.
- Johann Jakob von Sandrart: Ganz neue biblische Bilderergötzung. Mit Versen von Christoph Adam Negelein, Johann Andreas Endter Söhne, Nürnberg, um 1698.
- Lobgedicht zur Vermählung des (späteren) Kaisers Joseph I. mit Wilhelmine Amalie von Braunschweig-Lüneburg, 1699.
- Pindarische Glück-Wunsch-Ode für Kaiser Leopold I., 1699.
- Gedicht zum Geburtstag der Kaiserin Eleonara Magdalena Theresia, 1700.